# 郭攸之
郭攸之（？—？），字演長，南陽人，為人和順，以器識才学知名于时。

## 生平
先前一同費禕和董允為劉備提拔。建興元年（223年），當時擔任中郎的郭攸之被廖立評價，說自身只有順從他人，不足擔任大事，只能擔任侍中而已。二年（224年）任蜀漢黄門侍郎，後迁主簿。諸葛亮在出師表中曾經推薦給劉禪的賢能之一，然而在諸葛亮北伐的時候，攸之和順的性格只能被任為後備人員。